# Лан Цайхъ
Лан Цайхъ в даоизма е странстващ музикант, носещ огромен плетен бамбуков черпак, пълен с плодове и цветя. Неговите одухотворени песни са причина щъркел да го отнесе в небесата.